# Willy Legros
Willy Legros, né à Dolembreux le 24 décembre 1940, est un ingénieur électricien et professeur belge. Il a été le 59e recteur de l'Université de Liège de 1997 à 2004.

## Biographie
Diplômé ingénieur civil électricien-mécanicien, Willy Legros obtient son doctorat en Sciences appliquées en 1970. Professeur ordinaire, il enseigne de 1972 à 2006, dans le département d’électrotechnique de la Faculté des Sciences appliquées.
D'abord vice-recteur d’Arthur Bodson, Willy Legros est ensuite nommé recteur de l'Université de Liège en 1997. Il effectuera deux mandats jusqu'en 2004.
Il est à l'origine de la création de la cellule interface entreprises-université à l'Université de Liège, qui à pour objectif de rapprocher les mondes universitaire et de l'entreprise.
En 1990, il est nommé au conseil d'administration de RTC-Télé Liège.
Il est à l'origine de la création de la cellule interface entreprises-université à l'Université de Liège, qui à pour objectif de rapprocher les mondes universitaire et de l'entreprise.
Le 25 septembre 1998, Willy Legros remet les insignes de docteur honoris causa de l'Université de Liège à Shimon Peres et Yasser Arafat,.
En 2004, le gouvernement du Luxembourg nomme Willy Legros membre du conseil de gouvernance de l'université du Luxembourg, créée une année auparavant.

## Décoration
- Grand officier de l'ordre de l'Étoile de la solidarité italienne (2002)[8]